# Acerra
Acerra è un comune italiano di 58 537 abitanti della città metropolitana di Napoli in Campania.

## Geografia fisica

### Territorio
Acerra è situata a circa 14 chilometri a nord est di Napoli, occupa una vasta area pianeggiante nel quadrante nord-orientale dell'entroterra napoletano, ed è il terzo comune per estensione territoriale dopo il capoluogo e Giugliano in Campania; la parte nord è prevalentemente rurale e confina con il casertano e con il nolano. Sono presenti due zone industriali: Acerra e Pomigliano d'Arco. Lo stabilimento dell'Alfa Romeo è ubicato in parte della sua estensione con quello di Acerra.

## Origini del nome
Il nome della città di Acerra è la forma medioevale che deriva dal latino Acerrae. L'omonimia con altre città della valle Padana e con un'altra Acerra del paese degli Umbri, fece supporre un'origine etrusca o umbro-italica. Precedentemente ai latini, il nome era Akeru (nome dato dagli Osci). Non si conosce con esattezza il significato del nome. Si può supporre che derivi dal latino cerrus "cerro", cioè l'albero delle Fagacee (Quercus cerris), una quercia con foglie caduche, oblunghe, profondamente lobate, e con frutti a ghianda dalle cupole caratteristiche ricoperte da squame (simili a ricci). Il pre-fisso "a-" potrebbe essere una alfa privativa per indicare che precedentemente alla fondazione della città erano presenti foreste di quercus cerri di cui il territorio è stato privato man mano che la città veniva costruita. La risposta a questo dubbio andrebbe però ricercata in eventuali scavi archeologici e resti di travature lignee o fossili. Un'altra ipotesi è che il nome derivi da quello del mitico fiume che congiungeva il mondo dei vivi con l’oltre mondo, l'Acheronte (nome che viene dato anche al fiume Bradano, Lucania o Basilicata). Si suppone che la città sia stata abitata dagli Osci provenienti da territori Lucani dove scorreva il fiume Brandano (in passato chiamato Acheronte), vicino all'attuale Acerenza oppure Acheruntia. Non a caso l'attuale chiesa di San Pietro sorge su un probabile tempio di Eracle o Ercole.

## Storia
La città, fra le più antiche della Campania, fu abitata sin dall'epoca preistorica (Masseria Sanguigno), per la presenza di ricca vegetazione, fauna e numerosi corsi d'acqua. In base a recenti ricerche archeologiche probabilmente fu fondata dagli Ausoni, in seguito fu chiamata dagli Osci Akeru (Acerrae è il nome latino), e fece più tardi parte della Dodecapoli osca o etrusca della Campania. Nel 332 a.C. ricevette per prima nelle province romane la civitas sine suffragio, ossia la cittadinanza romana senza diritto di voto.

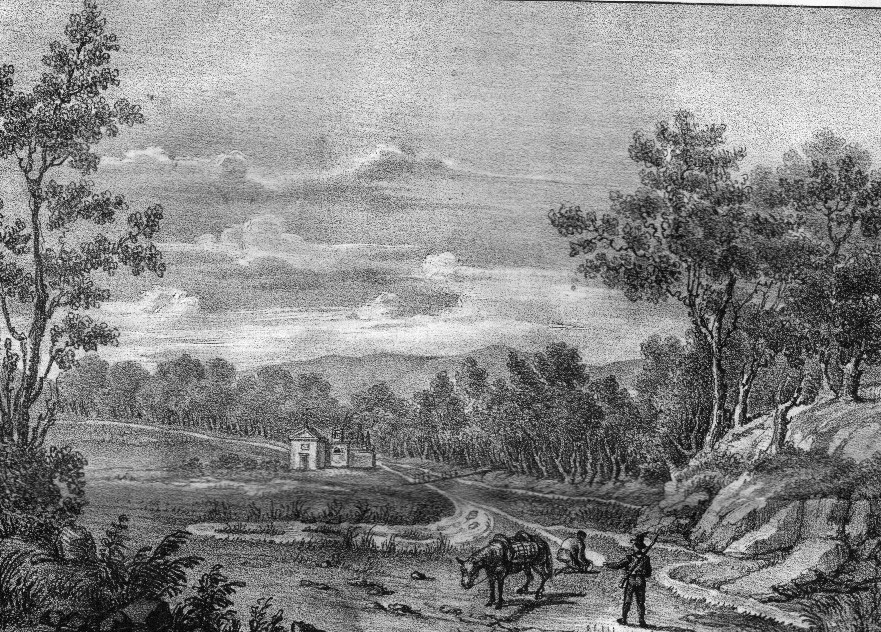
Bosco di Acerra in una stampa del 1800.

La predetta dotta etimologia localistica è negata da coloro che fanno notare la mancanza di singolarità del nome, il quale infatti ricorre in una pluralità di toponimi - Acerra nel Napoletano, Acerre nel Cremonese, Acere Ticinense, Acerano nel Novarese, Acerenza nel Napoletano (si potrebbe aggiungere anche il greco αἲγειρος, "pioppo nero", da cui Alghero), denominazioni attinenti a zone geografiche dalle influenze linguistiche primigenie differenti e deponenti quindi per un nome latino originariamente di categoria comune, cioè costituito da ciò che resterebbe di acerium ("acereto"). Insomma come Nocera da nucerium ("noceto"), originandosi quindi Nocera dei Pagani, Nocera Terinese, Nocera Umbra; vedi inoltre Pomaro da pomarium ("pometo"), per cui oggi abbiamo Pomaro Piacentino, Pomaro nel Monferrato, Pomaro di Monte Acuto. Si tratterebbe dunque in tutti questi casi dello stesso processo toponimico agreste che ci fa oggi trovare in Italia molteplici località che portano il nome di Cerreto ("bosco di cerri") e di Melito ("meleto").
Rimase fedele a Roma durante la seconda guerra punica e fu assediata nel 216 a.C. da Annibale che la distrusse parzialmente. Fu ricostruita nel 211 a.C. e, durante la guerra sociale, fu nuovamente assediata da Gaio Papio Mutilo, ma fu difesa dal console Lucio Giulio Cesare. Divenne municipium e nel 22 a.C. sotto l'imperatore Augusto divenne colonia per i veterani. Fu menzionata dal poeta latino Publio Virgilio Marone nel secondo libro delle Georgiche (v. 225): egli la definì "vacuis… Acerris", ovvero "(per la) deserta… Acerra", a causa dell'impaludamento frequente del fiume Clanio.
Alcune iscrizioni pervenuteci attestano l'esistenza di culti e forse di templi dedicati alla dea Iside, Serapide ed Eracle. La presenza di un anfiteatro era stata ipotizzata al di sotto del Castello, ma sotto le antiche scuderie si sono rinvenute tracce delle strutture di un teatro risalente al II secolo a.C. La città di Acerra è anche sede vescovile, già dall'XI secolo.

### Contea Normanna

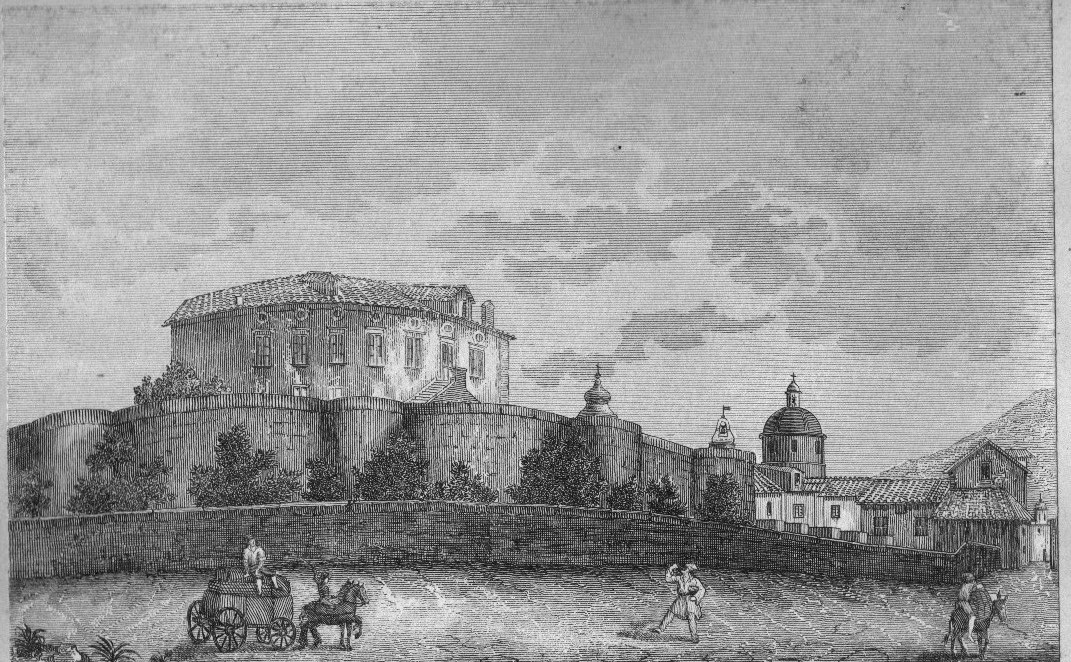
Castello Baronale di Acerra in una stampa del 1800.

Fu dominio longobardo, con la costruzione di un castello (826), poi distrutto da Bono, Duca di Napoli. Fu quindi saccheggiata dai Saraceni intorno all'881. In seguito divenne dominio normanno: il castello fu ricostruito e la città divenne contea normanna, e sede vescovile nell'XI sec.
Nel 1818 la diocesi fu aggregata a quella di Sant'Agata de' Goti e di nuovo distaccata nel 1855. Ad essa appartenevano molti casali tra cui quello di Pomigliano d'Arco, Brusciano, Marigliano, Mariglianella, Ottaviano, (fatti rientrare oggi nell'area nolana) e Licignano (oggi parte del territorio di Casalnuovo di Napoli). Tra i conti di Acerra, sotto il dominio normanno, si ricordano i de Medania.
Sotto il dominio di Svevi, Angioini e Aragonesi sono stati conti e marchesi di Acerra i d'Aquino, gli Origlia e poi i Nolasco, antica famiglia del Regno di Francia. Durante il XV secolo fu feudo dei Del Balzo. E grazie al conte Pirro del Balzo la città e il Castello furono oggetto di importanti trasformazioni. Essendo frequentemente inondato dall'antico fiume Clanio, il territorio di Acerra era poco salubre e la zona veniva abbandonata per alcuni periodi dell'anno; la popolazione si spostava nelle colline circostanti, per farvi ritorno, appena gli eventi climatici lo permettevano.
A partire dal XVIII secolo una serie di imponenti bonifiche — come la costruzione di canali per il deflusso delle acque — ha migliorato la situazione anche dal punto di vista agricolo-economico, permettendo alla zona di diventare una tra le più fertili della Campania: a ciò si deve il notevole aumento della popolazione e la costruzione di nuovi quartieri. Non a caso, alla fine del XVIII secolo, i Borbone, in località Calabricito, vi fecero erigere un casino di caccia, poiché la limitrofa zona boscosa era ricca di ogni tipo di selvaggina. La città fino al 1927 fece parte della provincia di Terra di Lavoro.

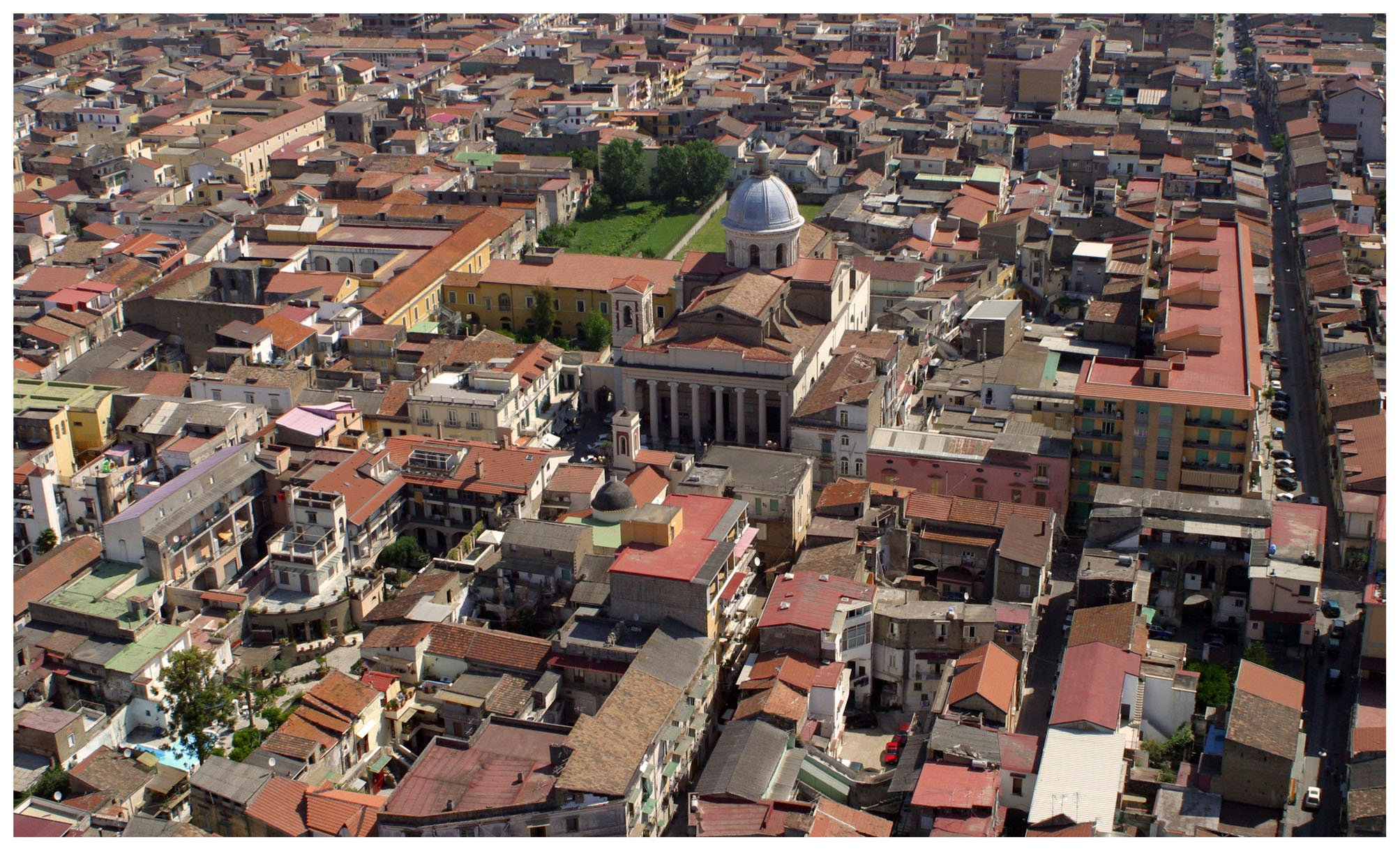
Veduta aerea di Acerra, sullo sfondo il Duomo.

### Simboli
(D.P.R. dell'8 dicembre 1951)

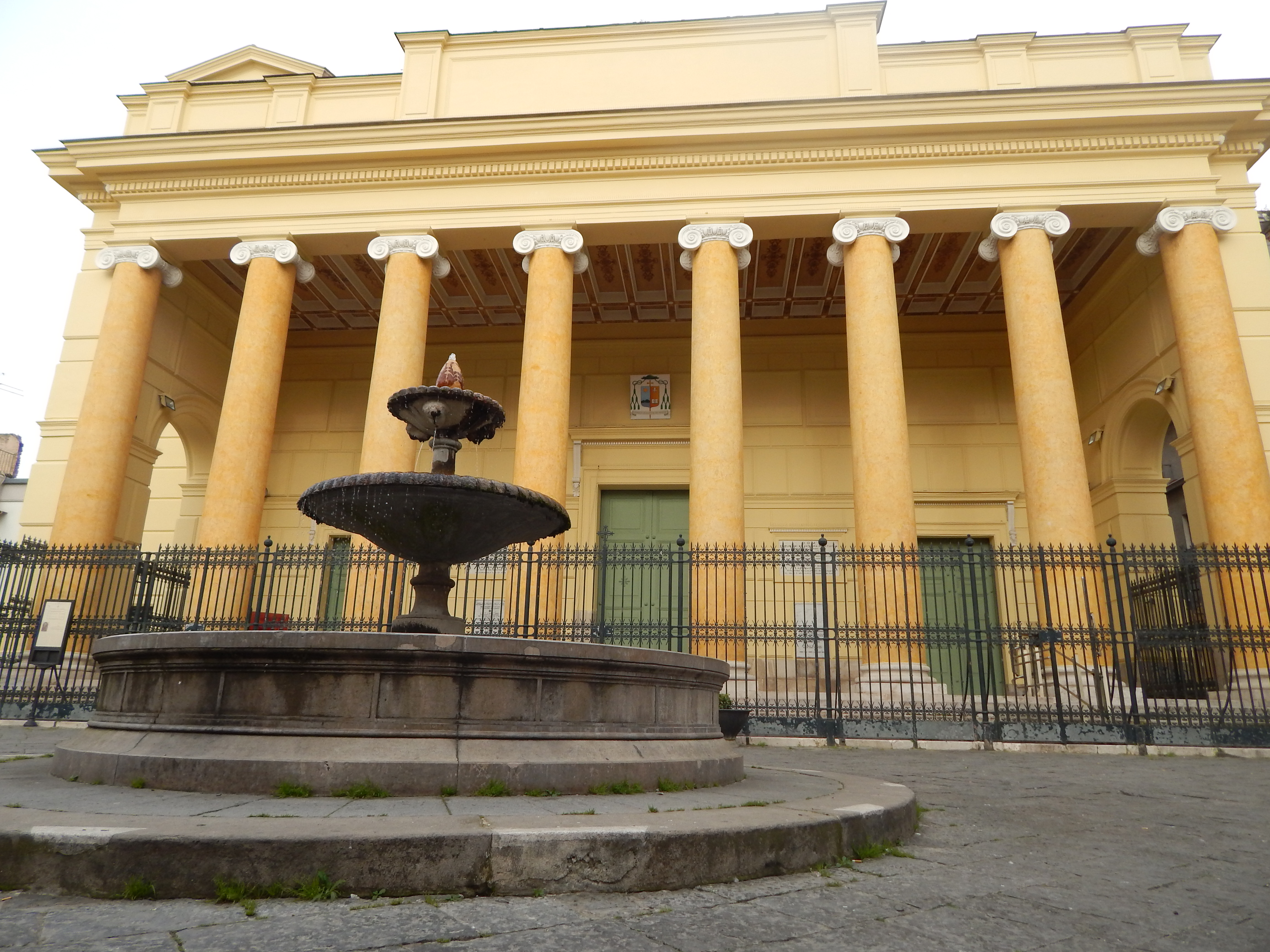
Duomo di Acerra: la facciata in stile neoclassico.

Il gonfalone è un drappo di azzurro.

### Onorificenze
A seguito della Strage nazista di Acerra, durante la seconda guerra mondiale, la città venne insignita della medaglia d'oro al merito civile.

## Monumenti e luoghi d'interesse

### Architetture religiose
- Cattedrale. Più volte rimaneggiata e ricostruita, sorge su di un tempio romano dedicato a Ercole.[17] Oggi si presenta dopo la sua parziale ricostruzione avvenuta nel XIX secolo con pianta a croce latina con tre navate divise da pilastri con grande cupola. Recentemente la chiesa ha subìto un generale restauro per l'adeguamento liturgico, con la immissione di nuovi elementi: l'ambone, il fonte battesimale, l'altare, e il Crocifisso del Cristo Risorto. La facciata è di stile neoclassico con otto grandi colonne con capitelli ionici, che poggiano su un ampio atrio pavimentato in basalto e pietra calcarea, creando una sorta di scacchiera. Vi sono custodite numerose opere d'arte: dipinto sull'altare maggiore raffigurante la Madonna Assunta del 1796, opera di Giacinto Diano; tela di Giovan Bernardo Azzolino con la Madonna del Rosario, del XVII secolo, tela raffigurante San Girolamo, opera di Fabrizio Santafede del XVII secolo; cattedra vescovile con schienale del Cinquecento. Altorilievo della scuola di Giovanni da Nola; acquasantiera risalente al XVI secolo.

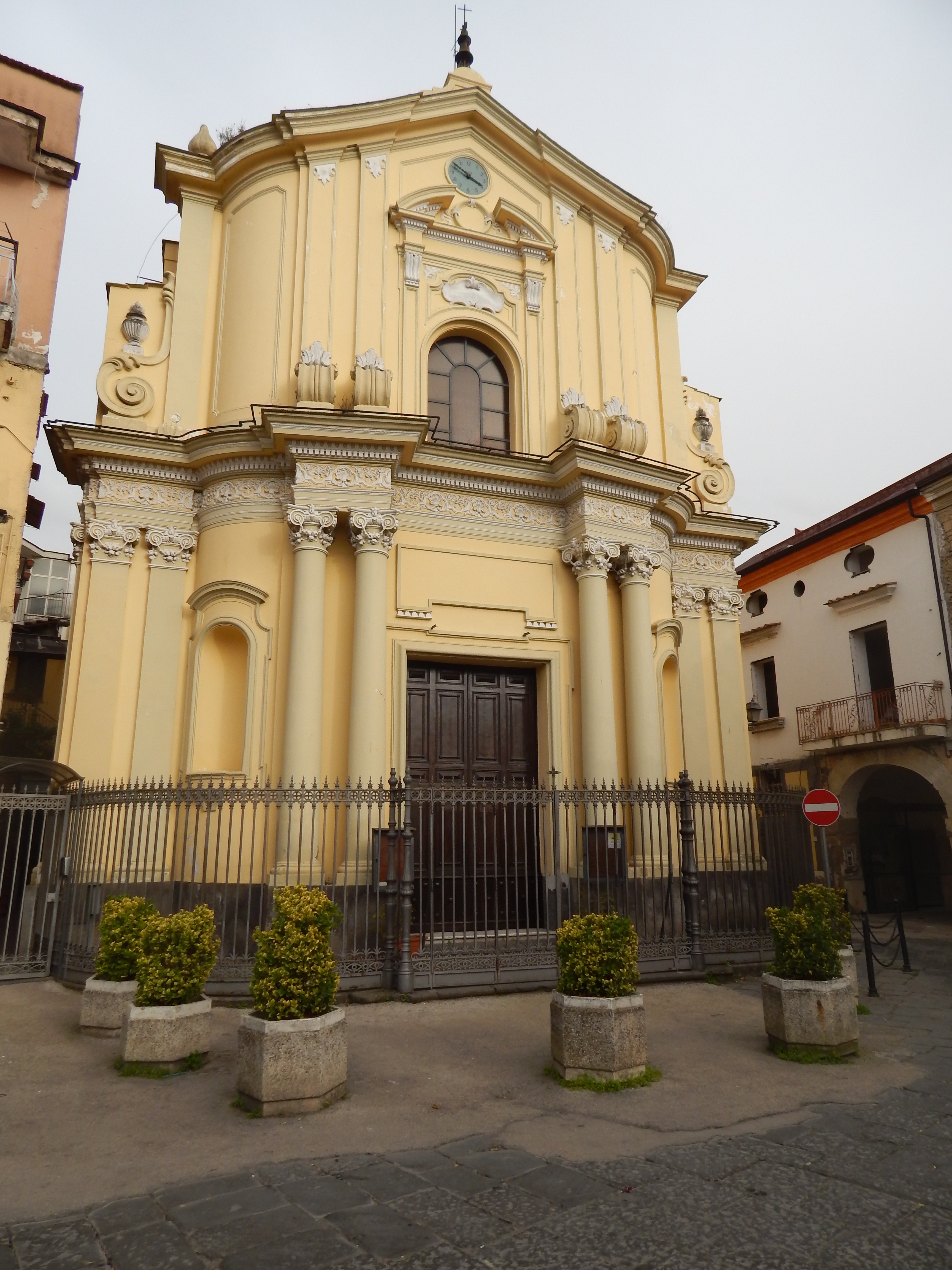
Chiesa del Suffragio

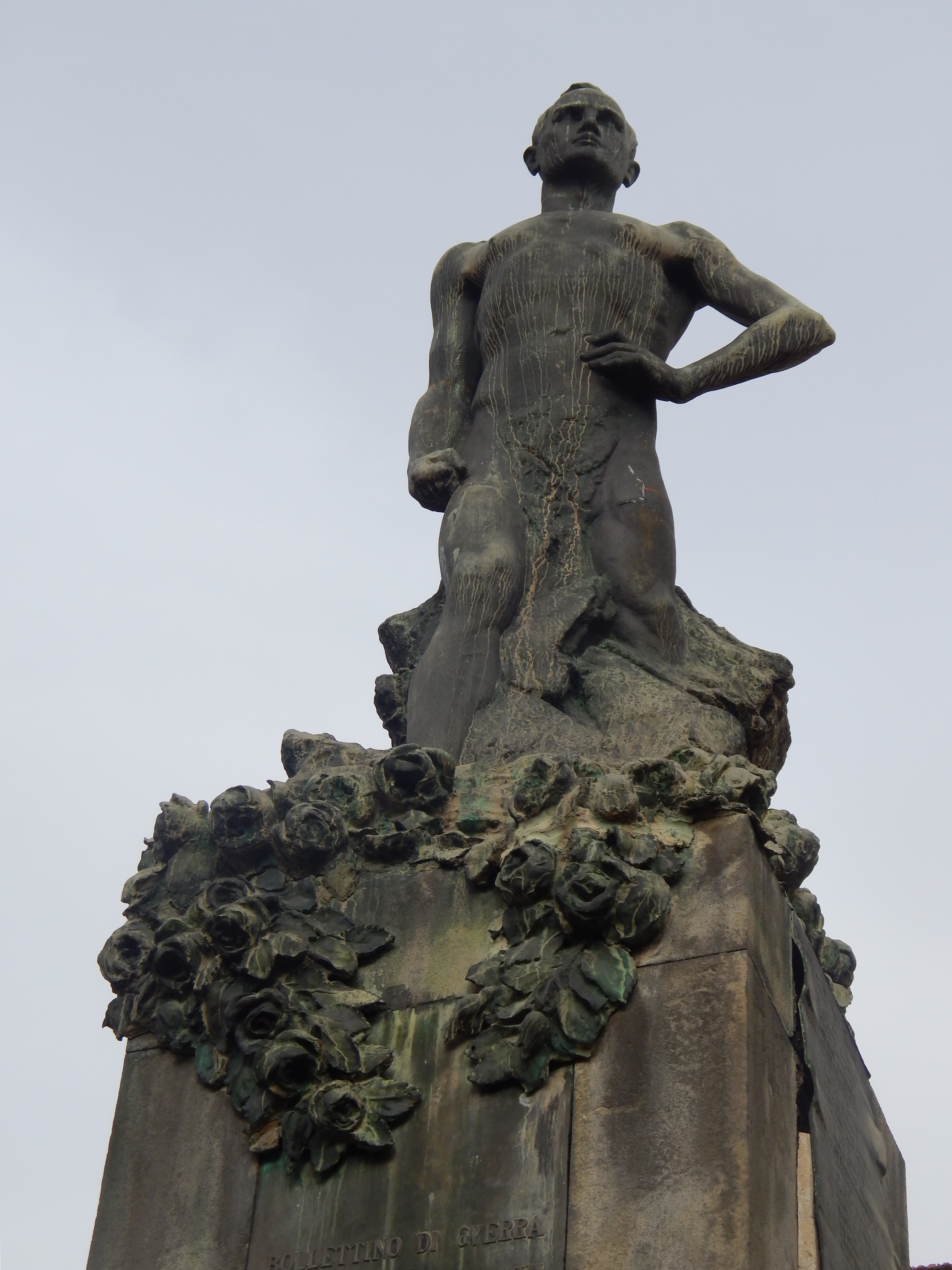
Monumento ai caduti della prima guerra mondiale

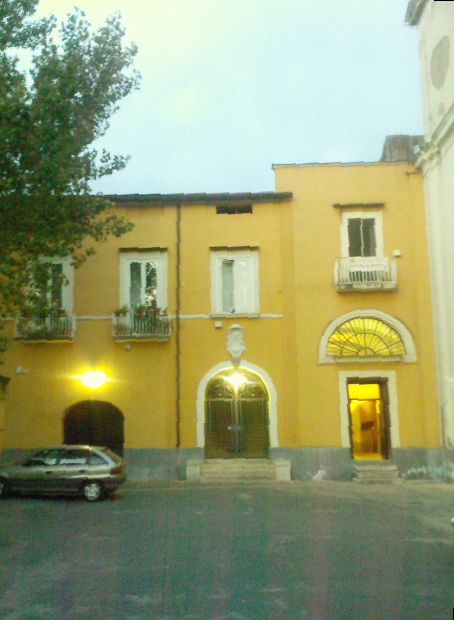
Palazzo vescovile

- Chiesa di Maria SS. Annunziata. Risalente al XV secolo essa conserva: crocifisso ligneo del XII secolo, uno dei pochi rimasti di epoca angioina, quadro dell'Annunciazione, tavola trecentesca attribuita a Dello Delli.
- Palazzo vescovile annesso alla cattedrale, residenza dei vescovi diocesani
- Chiesa del Corpus Domini
- Chiesa del Suffragio del XVII-XVIII secolo
- Chiesa di San Pietro XVI-XVII secolo
- Cappella di Santa Maria delle Grazie del XVII secolo
- Cappella della Madonna Santissima di Montevergine del XIX secolo
- Chiesa di San Cuono dell'XI secolo
- Ex convento dei padri domenicani del XVII secolo
- Seminario, fondato nel XVII secolo da Mansueto Merati, vescovo di Acerra

### Architetture civili
- Castello dei Conti di Acerra

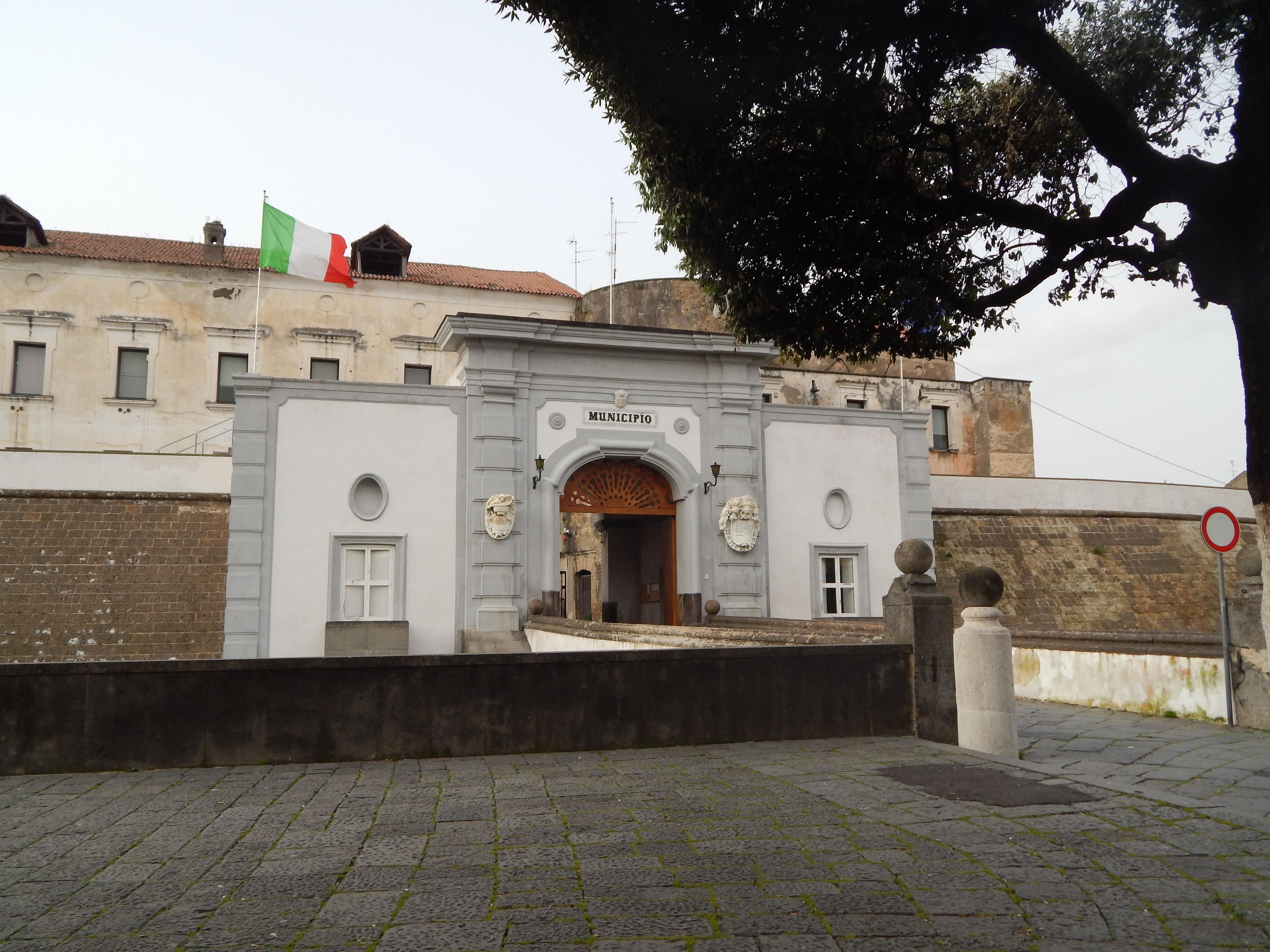
Castello baronale di Acerra, prima dei lavori

Così il poeta Rogeri de Pacienza descriveva le meraviglie del castello di Acerra nel XV secolo, allorquando la principessa Isabella Del Balzo, moglie di Federico I di Napoli, vi soggiornò durante il viaggio nuziale che da Canosa di Puglia la conduceva a Napoli. Detto "baronale", distrutto dai Longobardi nell'834, divenne feudo degli Aquino fino al XIII secolo. Vi dimorò Manfredi di Sicilia come attestato da un documento del 1255. In seguito fu conquistato dal conte Roberto Sanseverino; entrò poi nel possesso di Gorello Aurilia che lo abbellì per ospitare degnamente il consorte della regina Giovanna II, Giacomo de La Marche. Vi ospitò anche il famoso capitano di ventura Giacomo Attendolo.
Nel 1421 il castello fu assediato dagli aragonesi, ma non venne espugnato per la valorosa resistenza degli acerrani. All'assedio presero parte i più valorosi capitani di ventura del tempo, per citarne alcuni: Niccolò Piccinino, Braccio da Montone, Giacomo Attendolo. Fu implicato nella Congiura dei baroni fu assediato dal sovrano aragonese Ferrante I che si impossessò del castello e del feudo. In seguito appartenne ai de Cardenas; gli ultimi proprietari del palazzo furono gli Spinelli che lo tennero fino al 1925. Nel 1925 fu acquistato dall'amministrazione comunale del sindaco avv. Achille Aversano, al quale è stata dedicata, nel 2011, una lapide all'interno del castello. Divenne sede del Comune e sede di numerosi musei, oltre ad ospitare la Civica Scuola di musica diretta dal maestro Modestino De Chiara. (Attualmente in seguito a varie vicissitudini, la scuola ha sede nell'oratorio della parrocchia San Pietro). Nelle fondamenta del lato orientale (scuderie) sono stati rinvenuti i resti del teatro romano di Acerra.
- Ex carcere mandamentale

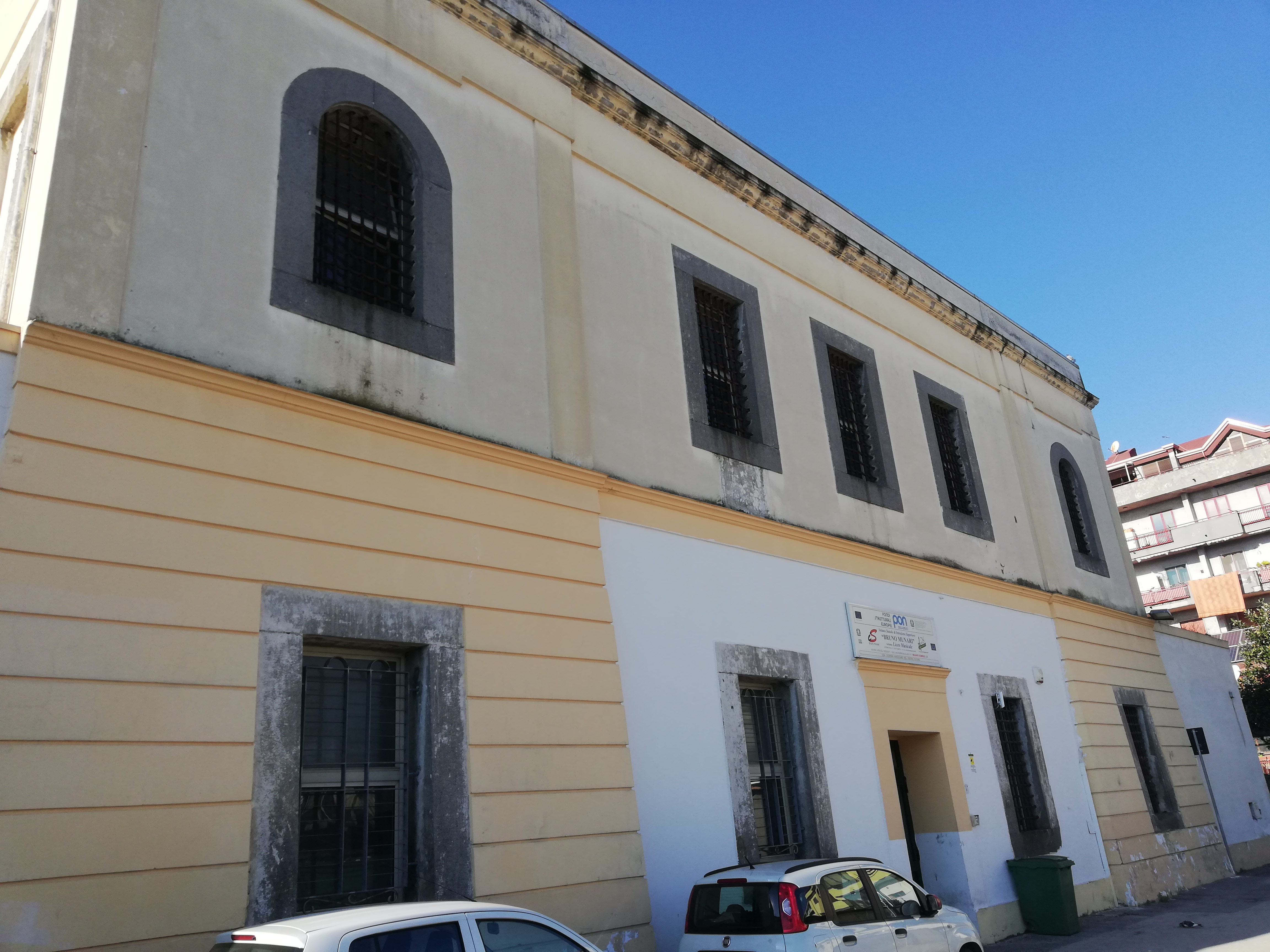
Ex carcere mandamentale inizi 1800

Acerra è stata nel passato anche "cittadella giudiziaria" con il carcere e la pretura, il magistrato (pretore) comminava le pene, sia civili che penali. E i condannati per reati penali venivano ristretti nel carcere mandamentale (nella foto) oggi sede di un istituto scolastico superiore.

### Altro
- Piazza Duomo

Un tempo rappresentava il salotto buono della città, oggi i cittadini preferiscono altri luoghi. Posta nel centro storico di Acerra, vi è ubicata la cattedrale, la sede diocesana ed alcuni palazzi storici, all'interno dei quali hanno sede, tra l'altro, associazioni culturali cittadine. Era attraversata alle estremità da via Duomo ma oggi le due strade (a destra e a sinistra) che confinano in piazza sono state intestate a due illustri prelati acerrani: un lato della via è dedicato al cardinale Giuseppe Casoria e, l'altro lato, all'arcivescovo Gennaro Verolino. Le due strade che si uniscono a piazza Duomo, rappresentano da sempre l'asse principale del centro storico ed ospitano, a loro volta, esercizi commerciali e associazioni culturali. Solitamente sono chiuse al traffico nei giorni festivi. Nel centro della piazza è posizionata una grande fontana, restaurata nel 2010.
- Piazza Castello

Chiamata così perché vi è ubicato il castello dei Conti di Acerra, alle spalle di detta piazza si trova l'edificio scolastico costruito negli anni venti del Novecento.
- Piazza Falcone e Borsellino

La piazza è dedicata ai coraggiosi giudici antimafia. Dopo i lavori di riqualificazione del 2009, è stata pedonalizzata e dotata di access point gratuiti.
- Corso Italia

Già corso Umberto I, è l'arteria principale della città, nonché quella ove è allocato il maggior numero di esercizi commerciali.
- Corso Vittorio Emanuele II

È l'arteria che congiunge la parte a nord-est della città con il centro storico. Ospita edifici storici e culmina nel quartiere dell'Annunziata, ove sono poste la chiesa omonima e l'ex convento dei padri domenicani.
- Via Roma - via del Pennino

Incrociano perpendicolarmente via Giuseppe Casoria (ex via Duomo) e via Trieste e Trento, costituendo l'altro asse del centro storico della città. Via Roma parte dal quartiere dell'Annunziata, accoglie l'edificio del seminario e si congiunge con via del Pennino, ove è ubicato un edificio storico, prima di confluire in piazza San Pietro.

### Aree archeologiche
- Area archeologica di Suessula

## Società

### Evoluzione demografica
Abitanti censiti

### Etnie e minoranze straniere
Al 1º gennaio 2022 i cittadini stranieri residenti ad Acerra erano 2 179, corrispondenti al 3,7% della popolazione. Le nazionalità maggiormente rappresentate erano:
1. Ucraina, 392 0,6%
2. Nigeria, 333 0,5%
3. Albania 208 0,3%
4. Marocco 186 0,3%
5. Cina 165 0,2%
6. Algeria 129 0,2%
7. Romania 104 0,1%
8. Tunisia 69 0,1%
9. Costa d'Avorio 62 0,1%

### Religione
La maggioranza della popolazione è di religione cristiana di rito cattolico; il comune appartiene all'omonima diocesi ed è suddiviso in otto parrocchie. L'altra confessione cristiana presente è quella evangelica con quattro comunità.

### Tradizioni e folclore
Processione del venerdì santoAltra storica tradizione è la rappresentazione della passione di Gesù del venerdì santo, risale nella sua attuale configurazione a oltre un secolo fa, sebbene le sue origini siano molto più antiche, forse di epoca medioevale. La manifestazione si svolge con centinaia di figuranti con al seguito un coro di voci bianche e banda musicale, che intonano sempre la stessa melodia.
CarnevaleIn qualche corte del centro storico si conserva ancora la tradizione di celebrare la morte di Carnevale. Il martedì Grasso, al centro del cortile, viene sistemato un letto funebre su cui è disposto un fantoccio di stracci e paglia che rappresenta "Vecienzo Carnevale", morto, secondo la tradizione, per aver ingurgitato troppo in fretta una polpetta. Nel primo pomeriggio alcune donne si raccolgono intorno al "defunto" ed intonano antichissime litanie, vere e proprie lamentazioni funebri i cui testi assumono toni ironici e bizzarri: Oi Vecié, e ‘i si sapevo ca tu murive t'accerevo n'ata vallina. Uhé, gioia soia!

## Cultura
- Museo di archeologia e storia del territorio di Acerra e Suessula (Maas), nel Castello dei Conti, inaugurato nel 2023.

### Museo di Pulcinella

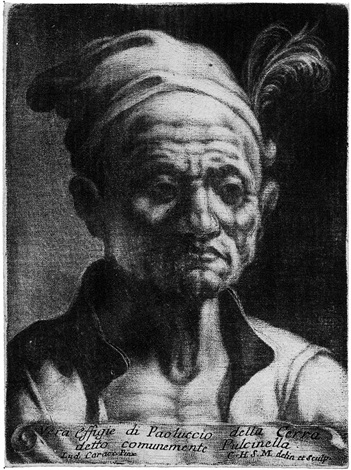
Ritratto di Paolo della Cerra detto Pulcinella, attribuito al pittore Ludovico Carracci

Secondo la tradizione, riportata da un testo del '500, ed a un famoso dipinto attribuito a Ludovico Carracci, la città ha dato i natali alla celeberrima maschera di Pulcinella, adottata in seguito dai napoletani. Nel castello dei Conti è presente uno tra i più ricchi musei dedicati alla maschera di Pulcinella. Oltre le numerose testimonianze sulla vita e la storia dell'icona napoletana, il museo si caratterizza per la sua multimedialità ed il coinvolgimento dei visitatori in rappresentazioni estemporanee con Pulcinella.

### Biblioteche
In piazza Castello presso il Castello Baronale, è presente una biblioteca, nota come Biblioteca del museo di Pulcinella, del folklore e della civiltà contadina, che conta un patrimonio di 1 500 volumi ed opuscoli e 50 edizioni del '800.

### Media
Ad Acerra attualmente hanno sede quattro emittenti televisive: TVA Acerra, can 656, Napoli international visibile in Canada, USA, sud America, Australia, Europa. Tele Akery (canale 627 dgt e Sky 902), Tele Futura (canale 192 dgt). Sono presenti sul territorio diverse testate giornalistiche: Tablò, Oblò Magazine, Il Pappecio, Reazione Acerra, Vaffanstudio, Punto e virgola e La Roccia (carta stampata); Il Gazzettino Locale, Il Granata ed il Corriere di Acerra (online). Bleb Radio e Radio Umr, invece, sono le web radio della città.

### Cucina
Acerra vanta una storica tradizione nell'ambito dei prodotti ortofrutticoli, alcuni dei quali hanno rappresentato in passato, e in parte rappresentano ancora oggi, delle vere eccellenze territoriali. Tra queste meritano rilievo il fagiolo cannellino detto "dente di morto", per il quale è stato attivato un processo di valorizzazione; le "mammarelle" carciofi molto teneri; il 'pane di Acerra' è rinomato in tutta l'area metropolitana partenopea, e in passato è stata avanzata una proposta al fine dell'istituzione del titolo di "Città del Pane". Acerra è anche zona di produzione della mozzarella di bufala campana.
L'enogastronomia acerrana può vantare anche un'ottima tradizione per la pizza napoletana e per un antichissimo vino rosso noto come "piccirillo".

### Istruzione
Sul territorio di Acerra sono presenti due scuole secondarie di secondo grado ad indirizzo liceale: il liceo "Alfonso Maria de'Liguori" ed il liceo "Bruno Munari". Il "de'Liguori" comprende gli indirizzi Scientifico, Classico, Linguistico e, come istituto tecnico, settore economico, Amministrazione, Finanza e Marketing (AFM), rappresentando la più importante realtà scolastica della città, per dimensioni ed offerta formativa, sede, tra l'altro, del Certamen Acerranum, uno dei sessanta certamina di latino per i licei, riconosciuti dal MIUR. Il "Munari", nato come istituto d'arte, è oggi sede di un liceo artistico (indirizzi design e grafica), delle scienze umane (anche con indirizzo economico-sociale) e di un liceo musicale, istituito da diversi anni; ad esso è, inoltre, associata una sezione staccata con liceo scientifico nel comune di Frattaminore. Mancano tuttavia, invece, istituti professionali.

## Geografia antropica

### Frazioni
Pezzalunga
Si situa nel quadrante nord-orientale del territorio comunale di Acerra, a ridosso dei comuni di San Felice a Cancello, Nola e Marigliano e discosta dalle grandi vie di comunicazione. Abbastanza sviluppata è l'agricoltura e l'edilizia residenziale. La popolazione è di circa 700 abitanti: vi si trova un'antica chiesa dedicata a san Carlo Borromeo e un plesso di scuola materna ed elementare la cui direzione didattica è ubicata nel capoluogo.
Gaudello
Confina con i comuni di San Felice a Cancello (località Cancello Scalo) e Maddaloni (località Calabricito), nel basso casertano e conta circa 300 abitanti. Vi si trova anche una struttura alberghiera, un ufficio postale e una piccola stazione di polizia; la sua ubicazione favorisce iniziative commerciali.
Una navetta (circolare) assicura il collegamento di ambo le frazioni al capoluogo.

## Economia

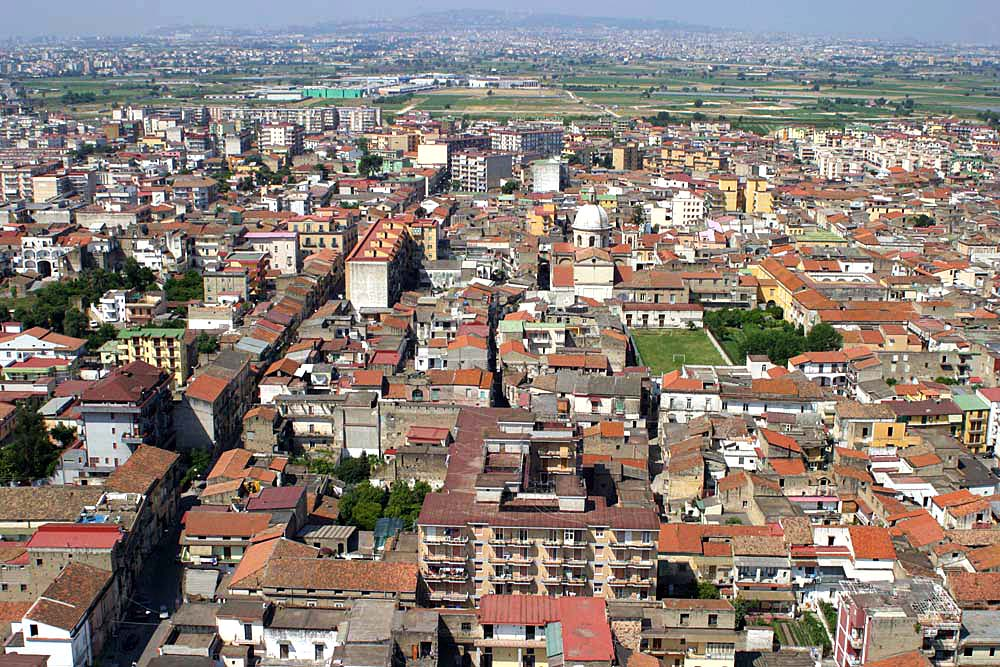
veduta aerea di Acerra

Vive soprattutto di terziario e di edilizia; l'agricoltura, una volta elemento trainante e di eccellenza del territorio, ha subito un ridimensionamento, anche a causa dei problemi legati all'inquinamento. Storicamente la zona era tra le più fertili della penisola italiana, così come decantato dai poeti latini come Virgilio. La fertilità del suolo era dovuta a diversi fattori, quali: origine da formazioni piroclastiche (dalle ceneri vulcaniche delle eruzioni) e presenza di acque sotterranee (falda acquifera poco profonda e sorgenti minerali). In passato era centro di interesse agricolo per tutto il basso casertano; dava lavoro a migliaia di contadini di Terra di Lavoro. Il PTCP della provincia di Napoli la definisce zona industriale. Nel 2009 è stato inaugurato ad Acerra un inceneritore tra i più grandi d'Europa.

## Infrastrutture e trasporti

### Strade
Acerra è collegata direttamente all'autostrada A1, A30, A16 e A3 tramite l'Asse Mediano, l'Asse di supporto e della diramazione del Centro Direzionale. 

### Ferrovie
La città è servita da due stazioni ferroviarie: quella di RFI, sulla linea Roma-Cassino-Napoli, e quella della Circumvesuviana, sulla diramazione Pomigliano d'Arco-Acerra.

### Curiosità
Nonostante Acerra sia il terzo comune per estensione territoriale della Città metropolitana di Napoli, e l'ottavo comune per popolazione, ad esso non afferisce quasi nessun servizio sovracomunale, tranne per il Commissariato della Polizia di Stato. Per il resto dipende quasi totalmente da Nola per i servizi: Tribunale, Inps, Inail, Vigili del Fuoco, Banche ecc. mentre per l'Agenzia delle Entrate da Casoria, per i Carabinieri, dalla Compagnia di Castello di Cisterna, per il corpo della Guardia di Finanza, dalla Compagnia di Casalnuovo di Napoli e i Carabinieri Forestali da Marigliano, mentre per l'Asl Na 2 Nord da Frattamaggiore.

## Amministrazione
| Periodo           | Periodo           | Primo cittadino | Partito                         | Carica                    | Note |
| ----------------- | ----------------- | --- | ------------------------------- | ------------------------- | ---- |
| 7 aprile 1946     | 30 giugno 1947    | Cuono Castaldo | Democrazia Cristiana            | Sindaco                   |      |
| 30 giugno 1947    | 8 giugno 1952     | Giuseppe Nuzzo | Democrazia Cristiana            | Sindaco                   |      |
| 8 giugno 1952     | 4 luglio 1956     | Carlo Petrella | Partito Socialista Italiano     | Sindaco                   |      |
| 4 luglio 1956     | 20 novembre 1960  | Eugenio Caporale | Democrazia Cristiana            | Sindaco                   |      |
| 20 novembre 1960  | 28 gennaio 1965   | Ignazio Caruso | Democrazia Cristiana            | Sindaco                   |      |
| 28 gennaio 1965   | 28 febbraio 1965  | Oronzo Urso | Partito Comunista Italiano      | Sindaco                   |      |
| 28 febbraio 1965  | 27 maggio 1965    | Giuseppe Nuzzo | Democrazia Cristiana            | Sindaco                   |      |
| 27 maggio 1965    | 27 agosto 1966    | Giovanni Dell'Aquila | Partito Comunista Italiano      | Sindaco                   |      |
| 27 agosto 1966    | 28 marzo 1967     | Carlo Mangiarulo | Partito Comunista Italiano      | Sindaco                   |      |
| 28 marzo 1967     | 4 novembre 1967   | Ignazio Caruso | Democrazia Cristiana            | Sindaco                   |      |
| 4 novembre 1967   | 1 maggio 1968     | Rocco Pasquale Pagliara | Democrazia Cristiana            | Sindaco                   |      |
| 1 maggio 1968     | 7 dicembre 1968   | Mario Liguoro |                                 | Commissario Prefettizio   |      |
| 7 dicembre 1968   | 5 maggio 1970     | Ignazio Caruso | Democrazia Cristiana            | Sindaco                   |      |
| 5 maggio 1970     | 5 aprile 1971     | Angelo Soriano | Democrazia Cristiana            | Sindaco                   |      |
| 5 aprile 1971     | 21 gennaio 1974   | Ludovico Montano | Democrazia Cristiana            | Sindaco                   |      |
| 21 gennaio 1974   | 2 luglio 1974     | Salvatore Di Nuzzo | Democrazia Cristiana            | Sindaco                   |      |
| 2 luglio 1974     | 7 maggio 1975     | Vincenzo Caruso | Democrazia Cristiana            | Sindaco                   |      |
| 7 maggio 1975     | 31 maggio 1978    | Angelo Soriano | Democrazia Cristiana            | Sindaco                   |      |
| 31 maggio 1978    | 25 settembre 1979 | Salvatore Di Nuzzo | Democrazia Cristiana            | Sindaco                   |      |
| 25 settembre 1979 | 19 febbraio 1982  | Ludovico Montano | Democrazia Cristiana            | Sindaco                   |      |
| 19 febbraio 1982  | 2 agosto 1983     | Ignazio Caruso | Democrazia Cristiana            | Sindaco                   |      |
| 2 agosto 1983     | 12 marzo 1984     | Pasquale Patriciello | Partito Comunista Italiano      | Sindaco                   |      |
| 12 marzo 1984     | 25 luglio 1986    | Vincenzo Caruso | Democrazia Cristiana            | Sindaco                   |      |
| 25 luglio 1986    | 12 luglio 1990    | Salvatore Di Nuzzo | Democrazia Cristiana            | Sindaco                   |      |
| 12 luglio 1990    | 23 giugno 1991    | Salvatore Di Nuzzo | Democrazia Cristiana            | Sindaco                   |      |
| 29 giugno 1991    | 16 novembre 1991  | Vincenzo Buonincontro | Democrazia Cristiana            | Sindaco                   |      |
| 25 novembre 1991  | 18 gennaio 1993   | Antonio Santoro | Democrazia Cristiana            | Sindaco                   |      |
| 18 gennaio 1993   | 11 gennaio 1994   | Luigi Armogida (commissario straordinario), Pasquale Manzo (sub commissario), Maria Elena Stasi (funzionario economico e finanziario)        |                                 | Commissario straordinario |      |
| 11 gennaio 1994   | 8 maggio 1995     | Fiamma Spena (commissario straordinario), Paola Basilone (sub commissario), Cesare Ottaviano Catenacci (funzionario economico e finanziario) |                                 | Commissario straordinario |      |
| 8 maggio 1995     | 28 giugno 1999    | Immacolata Verone | Indipendente di sinistra        | Sindaco                   |      |
| 28 giugno 1999    | 28 giugno 2004    | Michelangelo Riemma | Indipendente di centro-destra   | Sindaco                   |      |
| 28 giugno 2004    | 12 marzo 2009     | Espedito Marletta | Indipendente di centro-sinistra | Sindaco                   |      |
| 12 marzo 2009     | 16 marzo 2009     | Luisa Antonietta Latella |                                 | Commissario prefettizio   |      |
| 16 marzo 2009     | 23 giugno 2009    | Luisa Antonietta Latella |                                 | Commissario straordinario |      |
| 23 giugno 2009    | 3 giugno 2011     | Tommaso Esposito | Indipendente di centro-sinistra | Sindaco                   |      |
| 24 giugno 2011    | 1 settembre 2011  | Marcello Fulvi |                                 | Commissario prefettizio   |      |
| 1 settembre 2011  | 4 giugno 2012     | Marcello Fulvi |                                 | Commissario straordinario |      |
| 4 giugno 2012     | 12 giugno 2022    | Raffaele Lettieri | Indipendente di centro-sinistra | Sindaco                   |      |
| 12 giugno 2022    | in carica         | Tito d’Errico | Indipendente di centro-sinistra | Sindaco                   |      |

## Sport
La squadra calcistica della città è la Polisportiva Real Acerrana 1926 che ha militato in campionati dilettantistici di livello regionale, oggi militante nel campionato di Serie D. Disputava le gare interne presso lo stadio comunale di Acerra, ormai demolito per costruzione di una villa comunale.
Attualmente disputa le gare interne nel Centro Sportivo "Arcoleo". Inoltre, vi è un'altra squadra calcistica della città ed è l'Associazione Sportiva Dilettantistica Acerrana 1926. Attualmente milita in Serie D. Disputa le gare interne nello stadio "Arcoleo" di Acerra.
Nel comune hanno sede:
- l'associazione pallavolistica dell'Acerra Volley;
- 4 squadre di calcio a 5: ASD Futsal Extreme Acerra (militante in Serie D), ASD Città di Acerra C5 (militante in Serie C2), ASD QBR Acerra e ASD Real Acerra C5 (militanti in Serie C1);
- due squadre di pallacanestro, l'Akery Basket ASD ed il Basket Acerra;
- l'associazione sportiva dilettantistica di atletica leggera Libertas Atletica 88 Acerra.
- l'associazione sportiva dilettantistica di atletica leggera Atletica Acerrana.